# Thermopsis fraxinifolia
Thermopsis fraxinifolia là một loài thực vật có hoa trong họ Đậu. Loài này được (Torr. & A.Gray) M.A.Curtis miêu tả khoa học đầu tiên.